# Bony de Trescul
El Bony de Trescul és una muntanya de 2.406 metres que es troba al municipi de les Valls de Valira, a la comarca de l'Alt Urgell.